# Adeline Lemey
Adeline Lemey (14 mei 1990) is een Belgisch volleybalster.

## Levensloop
Lemey was actief bij Avanti Aalter. In 2008 sloot ze aan bij VDK Gent. Met deze club won ze tweemaal de Supercup (2009 en 2011) en bereikte ze in 2011-'12 de halve finales in de Challenge Cup. Vervolgens ging ze aan de slag bij Hermes Volley Oostende, maar na een seizoen keerde ze terug naar Gent. In deze periode behaalde ze haar derde overwinning in de Supercup (2013). In 2015 sloot ze opnieuw aan bij Avanti Aalter.. Lemey Adeline maakte na haar volleybalcarrière de switch naar het tennis.